# Вольфеншильд
Вольфеншильд (нем. von Wolffenschild) — лифляндский дворянский род.
Предок этого рода, Мартин Вульф, был монетным мастером при двух последних гермейстерах Ливонского ордена. Его сын и два внука последовательно занимали эту должность. Один из последних, Генрих Вольфеншильд, в 1646 г. был возведен королевой Христиной в дворянское достоинство, с изменением фамилии Вульф на швед. Wolffensköld. Его потомство занесено в лифляндский дворянский матрикул.

## Описание герба
В золотом поле, с золотой же каймой, возникающий из зеленой земли в оконечности, волк натурального цвета, держащий в лапах серебряный цветок хлопка на зеленом стебле с четырьмя листьями.
Щит увенчан коронованным дворянским шлемом. Нашлемник — две серебряные руки в латах, держащие в пальцах голубой шар с шестью острыми лучами, между руками возникающая вверх носом голова волка. Намет голубой, подложенный пересеченно золотом по серебру в шахматы.